# مارتين جايلز
مارتين جايلز (بالإنجليزية: Martyn Giles)‏ (10 أبريل 1983 في المملكة المتحدة - ) هو لاعب كرة قدم ويلزي في مركز الدفاع. شارك مع منتخب ويلز تحت 17 سنة لكرة القدم ومنتخب ويلز تحت 19 سنة لكرة القدم. أما مع النوادي، فقد لعب مع كارديف سيتي ونادي باري تاون يونايتد ونادي سانت إيلي تاون ونادي هيرفورد ونيوبورت كونتي وPort Talbot Town F.C. ‏ ونادي موركامب وCarmarthen Town A.F.C. ‏.

## وصلات خارجية
- مارتين جايلز على موقع قاعدة بيانات كرة القدم.إي يو (الإنجليزية)
- مارتين جايلز على موقع Soccerbase.com (لاعب) (الإنجليزية)